# Mieczysław Rodzyński

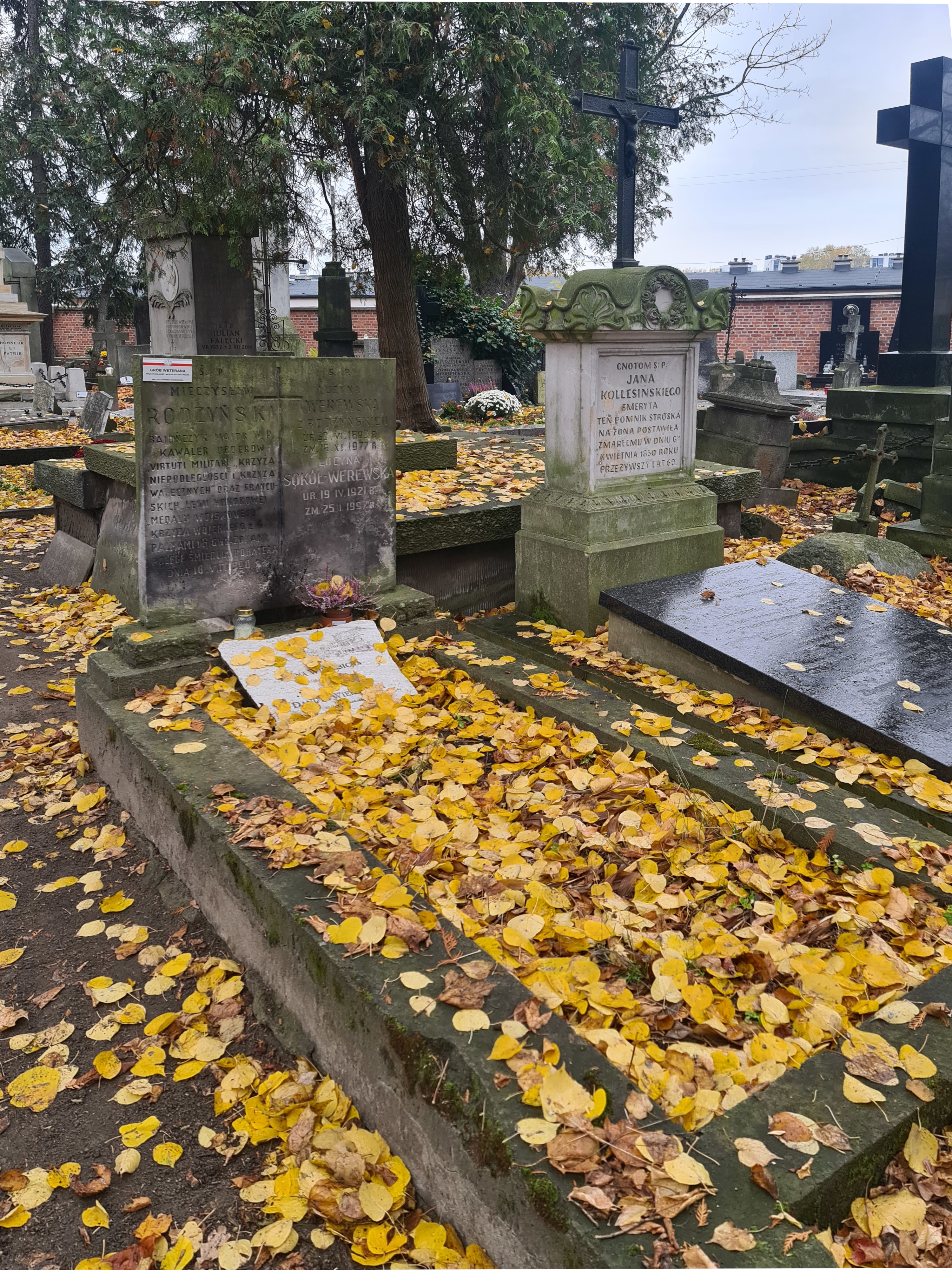
Nagrobek Mieczysława Rodzyńskiego

Mieczysław Rodzyński (ur. ok. 1892, zm. 10 lipca 1920 pod Starokonstantynowem) – Bajończyk, kapitan piechoty Armii Polskiej we Francji i Wojska Polskiego, kawaler Orderu Virtuti Militari.

## Życiorys
W czasie wybuchu I wojny światowej studiował w Paryżu. Był naczelnikiem gniazda paryskiego Polskiego Towarzystwa Gimnastycznego „Sokół”. Jako były legionista wstąpił do Legii Cudzoziemskiej. Został kapralem drugiej kompanii bajońskiej w składzie batalionu C, biorąc udział we wszystkich walkach. Po walkach pod Arras pozostał we Francji i brał udział w tworzeniu Armii Polskiej. Został żołnierzem 4 Pułku Żuawów, biorąc udział w walkach we Flandrii, Pikardii i Szampanii, zyskując sławę wybitnego szefa patrolu i będąc rozchwytywanym przez generałów, zamierzających go angażować do prowadzenia trudnych akcji. Jednemu z generałów pochwalających go, iż jest chlubą Francji, miał odpowiedzieć: Jestem przede wszystkim Polakiem. Został ranny pod Chemin des Dames, po czym nie czekając końca rekonwalescencji opuścił szpital wracając do służby. Otrzymał Krzyż Legii Honorowej i awans na sierżanta od gen. Henriego Gourauda. W trakcie bitwy pod Verdun uczestniczył w kontratakach na Fort Douaumont i został dwukrotnie ranny. Po ponownej hospitalizacji w szpitalu i powrocie do służby został awansowany do stopnia podporucznika Armii Francuskiej. Był jednym z pierwszych zdobywców Fortu Malmaison. Otrzymywał kolejne palmy cytacji do Krzyża Wojennego. W szeregach macierzystej 4 Armii zyskał przydomek „as piechoty”. Po wydaniu przez Prezydenta Francji reskryptu o utworzeniu Armii Polskiej we Francji udał się do Paryża i działał w pracach organizacyjnych przy formowaniu wojsk, m.in. w tłumaczeniu regulaminu i podręczników wojskowych w St. Cloud. Przez kilka tygodni pracował w Misji Wojskowej, po czym odszedł z pracy kancelaryjnej i powrócił do służby praktycznej. W Sillé-le-Guillaume wstąpił do pierwszego batalionu strzelców i objął stanowisko dowódcy I kompanii. Przyjmował pierwszą partię ochotników do Armii Polskiej przybyłych z Ameryki. Został udekorowany Krzyżem Legii Honorowej przez gen. Louisa Archinarda, po czym w stopniu kapitana wyruszył na front w szeregach pierwszego pułku strzelców. Brał udział w działaniach wojennych pod Reims, później jako adiutant III batalionu zwanego „Żelaznym” przyczynił się do powodzenia akcji pod Saint-Hilaire, uczestniczył w walkach w Wogezach.
Do Polski przybył jako dowódca wspomnianego III batalionu Żelaznego”. Był jednym z 29 żołnierzy Legionu Bajończyków, którzy w 1919 roku wrócili do Polski z Armią gen. Hallera. Został oficerem 1 pułku strzelców polskich, który po scaleniu Armii Polskiej we Francji z armią krajową, przemianowany został na 43 pułk piechoty Strzelców Kresowych. Przystąpił do działań w wojnie polsko-bolszewickiej. Był zdobywcą mostu pod Beresteczkiem, czego wcześniej nie dokonało kilka oddziałów. Prowadził skuteczne i zwycięskie akcje w okolicach Łucka, Równego, Zwiachla. Poległ 10 lipca 1920 w walce z bolszewikami w bitwie pod Starokonstantynowem w wieku 28 lat.
Został pochowany na cmentarzu Powązkowskim w Warszawie (kwatera T, rząd 3, grób 15). W pogrzebie, w którym uczestniczyło niewielu uczestników, brał udział gen. Józef Haller. W tym samym grobie została pochowana Lucyna Sokół-Werewska (1921–1997).
15 lipca 1920 roku został zatwierdzony w stopniu majora z dniem 1 kwietnia 1920 roku.
26 września 1920 dowódca 43 pp, podpułkownik Wacław Piekarski sporządził wniosek na odznaczenie śp. majora Rodzyńskiego orderem Virtuti Militari.

## Upamiętnienie
Jego życiorys opisał Karol Koźmiński w książce pt. Kamienie na szaniec, wydanej w 1937.
Decyzją prezesa Instytutu Pamięci Narodowej grób Mieczysława Rodzyńskiego został wpisany do prowadzonej przez IPN ewidencji grobów weteranów walk o wolność i niepodległość Polski.

## Ordery i odznaczenia
- Krzyż Srebrny Orderu Wojskowego Virtuti Militari nr 1325[6] – pośmiertnie 13 kwietnia 1921[9]
- Krzyż Niepodległości – pośmiertnie
- Krzyż Walecznych – pośmiertnie (po raz 1, 2 i 3 w 1921)[10]

francuskie
- Kawaler Legii Honorowej
- Medal Wojskowy
- Krzyż Wojenny z palmami i gwiazdkami[11]